# Catherine Guy-Quint
Catherine Guy-Quint (ur. 1 września 1949 w Poitiers) – francuska polityk, samorządowiec, posłanka do Parlamentu Europejskiego (1999–2009).

## Życiorys
W 1971 ukończyła studia z zakresu ochrony środowiska. W 1982 na Uniwersytecie w Clermont-Ferrand uzyskała dyplom z zarządzania. Pracowała krótko jako nauczycielka, następnie w latach 1973–1992 jako doradca. Jednocześnie od 1986 zarządzała firmą budowlaną.
Zaangażowała się w działalność Partii Socjalistycznej, od 1990 do 2003 zasiadała w radzie krajowej, a w latach 1997–1999 w prezydium tego ugrupowania. Była radną Cournon-d’Auvergne (od 1982) i następnie (od 1989 do 2001) merem tej miejscowości. Przez rok wchodziła też w skład rady regionalnej w Owernii.
Przez dwie kadencje (1999–2009) sprawowała mandat posłanki do Parlamentu Europejskiego. Zasiadała w grupie Partii Europejskich Socjalistów, w VI kadencji do 2006 była przewodniczącą Delegacji do wspólnej komisji parlamentarnej UE-Bułgaria. Pracowała w Komisji Budżetowej.